# Fort de Devanahalli
El fort de Devanahalli és una fortalesa situada a Devanahalli al districte de Bangalore Rural, a Karnataka, Índia.
Fou construït el 1501 per Mallabairegowda del clan Avati, amb permís del sobirà feudal de la zona llavors anomenada Devanadoddi canviat després a Devanahalli. Fou possessió dels senyors del clan Avati fins al 1747 en què fou conquerit pel raja de Mysore. Va passar a mans dels marathes poc temps després i Haidar Ali (rei de Mysore després de 1759) el va recuperar i el va restaurar. El fill d'Haidar, Tipu Sultan, va perdre la fortalesa davant del britànic Lord Cornwallis el 1791, junt amb altres incloent Bangalore.